# 热河 (地名)
热河是清代以来使用的地名，所指地区范围不一，以承德府府治（今河北省承德市主城区）为中心。最大范围包括今内蒙古自治区东部、河北省东北部、辽宁省部分，较小范围指承德府府治:86。雍正后，成为若干行政区名称，如熱河廳（後升為承德府）、中华民国大陆时期的热河省。

## 得名
热河一名或源于与避暑山庄相关的河流——热河，蒙古人称为“哈伦告鲁”，或“哈伦郭勒”。三源汇集后，该河“沿山庄东北，历锤峰下，山庄行宫内亦有温泉流出汇之，于是始有热河之名。南流折而东。复折而南入于滦（滦河）”。康熙年间，清廷在热河上营兴建避暑山庄，又称热河行宫。乾隆三十三年（1768年）九月至十五日，乾隆帝在避暑山庄写成《热河考》。他派喀喇沁郡王拉特纳锡第、内大臣努三实地考查，得知热河源头在察汗陀罗海（今河北省承德市围场满族蒙古族自治县东南部兰旗卡伦乡一带）。乾隆帝认为热河是郦道元《水經注》所记的武烈水:37—38。

## 不同范围的“热河”
范围最为广大的热河，即热河都统辖区和及其节制的热河蒙旗组成:86。热河蒙地即指昭烏達盟、卓索圖盟和八旗察哈爾中的左翼四旗:1。或说，昭烏達盟、卓索圖盟，以及喀喇河屯厅、四旗厅、八沟厅（今平泉）:42。当代研究者指出，热河蒙地与东蒙古地区、漠南蒙古三者之间即有区别又有联系:1—2。
范围较小的热河，即承德府府治（今河北省承德市主城区）:86。清人所指热河，亦可指承德府辖区，如《热河志》。承德府即由熱河廳升格而來。避暑山庄（热河行宫）相关，亦常常省称为热河。如热河行宫所在，有內務府所属粮库——热河仓（热河宫仓），《清实录》记载多见“热河、喀喇河屯贮兵米”字样:83。

## 备注
1. 1 2  八旗察哈爾左翼四旗分别是镶黄旗察哈尔、鑲白旗察哈爾、正白旗察哈爾、正藍旗察哈爾[4]:1，左翼四旗与旗境内蒙汉分治所设之直隶厅并称，即「四旗厅」。